# Claudine (Vorname)
Claudine ist ein weiblicher Vorname.

## Herkunft und Bedeutung
Der Name ist eine weibliche französische Form von Claudius. Eine weitere weibliche Variante ist Claudette, eine weibliche und männliche ist Claude.

## Bekannte Namensträgerinnen
- Claudine André (* 1946), belgisch-kongolesische Kunsthändlerin, Tierschützerin und Autorin
- Claudine Auger (1941–2019), französische Schauspielerin
- Claudine Chomat (1915–1995), französische Politikerin und Résistance-Kämpferin
- Claudine Clark (* 1941), US-amerikanische Rhythm-and-Blues-Musikerin afroamerikanischer Herkunft
- Claudine Esseiva (* 1978), Schweizer Politikerin (FDP)
- Claudine François (* 1948), französische Musikerin des Creative Jazz (Piano, Komposition)
- Claudine Gay (* 1970), US-amerikanische Politikwissenschaftlerin
- Claudine Guérin de Tencin (1682–1749), französische Salonnière im Zeitalter der Aufklärung
- Claudine Hermann (1945–2021), französische Physikerin
- Claudine Longet (* 1942), französische ehemalige Sängerin und Schauspielerin
- Claudine Meffometou (* 1990), kamerunische Fußballspielerin
- Claudine Merlin (1929–2014), französische Filmeditorin
- Claudine Moulin (* 1962), Germanistin und Hochschulprofessorin
- Claudine Müller (* 1980), Schweizer Leichtathletin (Siebenkampf)
- Claudine Nierth (* 1967), deutsche Künstlerin und Politaktivistin
- Claudine Rhédey von Kis-Rhéde (1812–1841), ungarische Adlige und Großmutter der britischen Königin Queen Mary
- Claudine Schaul (* 1983), luxemburgische Tennisspielerin
- Claudine Thévenet (1774–1837), französische katholische Ordensgründerin und Ordensfrau
- Claudine Vita (* 1996), deutsche Leichtathletin (Kugelstoßen und Diskuswurf)
- Claudine Wilde (* 1967), deutsche Schauspielerin

## Nachweise
1. ↑  https://www.behindthename.com/name/claudine